# Mundus Novus
La lettera a Lorenzo di Pierfrancesco de' Medici, conosciuta dopo la sua pubblicazione come Mundus Novus ('Nuovo Mondo') è la lettera inviata da Amerigo Vespucci al suo precettore Lorenzo di Pierfrancesco de' Medici in cui viene descritto il suo viaggio del 1501-1502. La lettera non è datata, perciò si presume che sia stata scritta tra il ritorno dal viaggio nel 1502 e la morte del suo precettore, avvenuta nel 1503. Generalmente si indica la data del 1504 in quanto anno della prima stampa della lettera in formato opuscolo divulgativo avvenuta in Germania, ad Augusta, per opera del tipografo Jean Otmar.
Il titolo deriva dal tema principale della lettera, ovvero l'intuizione di Amerigo Vespucci di essere giunto in un nuovo mondo.
L'opera è di fondamentale importanza perché, grazie all'utilizzo della lingua latina - lingua degli eruditi del suo tempo - e alla conversione in labello divulgativo, le sue intuizioni si diffusero rapidamente in tutta Europa sconvolgendo e scardinando le certezze cartografiche che dominavano i centri culturali dell'epoca. Per la prima volta venivano descritti innumerevoli genti e popoli e a ogni specie di animali selvatici che non esistono nelle nostre terre e una seguente descrizione dei nativi locali, del loro aspetto fisico, delle usanze e delle loro credenze.
Il testo fu inserito nella raccolta Delle navigationi et viaggi di Giovan Battista Ramusio.

## Contenuto
La lettera inizia con una formula di saluti di rito Albericus Vespucius Laurentio Petri de medicis salutem plurimam dicit.. Prosegue con la descrizione di quello che lui definisce un nuovo mondo e le motivazioni che lo hanno portato a questa convinzione:
La spedizione partì da Lisbona il 14 maggio 1501 con tre navi, procedendo verso sud lungo la costa africana fino al Capo Verde. Da lì, attraversato l'Atlantico, i naviganti raggiunsero la costa del Brasile il 7 agosto 1501. Vespucci descrive il viaggio come pericoloso, caratterizzato da tempeste, malattie e difficoltà di orientamento, superate grazie all’uso di strumenti astronomici come il quadrante e l’astrolabio.

### Scoperte geografiche
Il viaggio portò alla conferma dell’esistenza di una nuova terraferma oltre l’Equatore, distinta dall’Asia, che Vespucci propone di chiamare "Novus Mundus" (Nuovo Mondo). Navigando verso sud-est lungo la costa, superarono il Tropico del Capricorno, raggiungendo i 17°30’ di latitudine sud, vicino al circolo polare antartico.

### Popolazioni indigene
Vespucci fornisce una descrizione dettagliata delle popolazioni incontrate, considerate numerose, pacifiche e primitive. Vengono riportate usanze locali: nudità, pratiche ornamentali con pietre infisse nel volto e nelle orecchie, poligamia, incesto, assenza di leggi o religione. Vespucci denuncia anche il cannibalismo rituale e alimentare. Le popolazioni vivono secondo natura, in modo comunistico, e mostrano grande resistenza fisica e longevità, con età media superiore ai 150 anni.

### Ambiente naturale
Le terre esplorate sono descritte come fertili e ricche, con vegetazione lussureggiante, foreste, fiumi imponenti, abbondanza di animali selvatici e uccelli esotici. Il clima è temperato e salubre, privo di stagioni estreme. Vi è una grande varietà di piante medicinali, semi, frutti e alberi aromatici. L’oro è abbondante ma poco stimato dagli indigeni. Il mare è molto pescoso; la caccia è rara per via della pericolosità della fauna.

### Osservazioni astronomiche e cosmografiche
Vespucci annota osservazioni del cielo australe, descrivendo costellazioni mai viste prima, stelle di grande luminosità, fenomeni atmosferici anomali (arcobaleni notturni, lune visibili durante la congiunzione), e la posizione del polo antartico privo di costellazioni analoghe all’Orsa Maggiore e Minore. Usa questi dati per calcolare con precisione la latitudine, affermando di aver navigato per un quarto dell’intera circonferenza terrestre.

### Conclusioni
Vespucci rivendica la scoperta di una nuova parte del mondo, distinta dalle tre note (Europa, Asia, Africa), e propone di scrivere un trattato di geografia o cosmografia per immortalare le sue osservazioni. Conclude esprimendo gratitudine a Dio per la protezione ricevuta e augurandosi il tempo necessario per completare le sue opere.

## Edizioni
Il successo dell'opera, come detto, è stata la rapida diffusione del suo contenuto in tutti i centri culturali dell'epoca grazie alla stampa a caratteri mobili di recente invenzione. Segue la lista delle prime dodici edizioni latine e relative città di produzione editoriale:
- (LA) Mundus Novus, 1ª ed., Augusta, 1504.
- (LA) Mundus Novus, 2ª ed., Parigi, 1504.
- (LA) Mundus Novus, 3ª ed., Venezia, 1504.
- (LA) Mundus Novus, 4ª ed., Rostock, 1505.
- (LA) Mundus Novus, 5ª ed., Norimberga, 1504-1505.
- (LA) Mundus Novus, 6ª ed., Colonia, 1505.
- (LA) Mundus Novus, 7ª ed., Roma, 1505.
- (LA) Mundus Novus, 8ª ed., Strasburgo, 1505.
- (LA) Mundus Novus, 9ª ed., Anversa, 1505.
- (LA) Mundus Novus, 10ª ed., Parigi, 1506.
- (LA) Mundus Novus, 11ª ed., Parigi, 1506.
- (LA) Mundus Novus, 12ª ed., Parigi, 1506.

A seguire nasceranno numerose traduzioni nelle diverse lingue europee e già da questa lista emerge la dominazione dell'editoria germanica del tempo.